# 1979 új világörökségi helyszínei
Az UNESCO Világörökség Bizottsága 1979. október 22 - 26. között Luxorban megtartott 3. ülésszakán az alábbi helyszíneket nyilvánította a világörökség részévé:
| | Everglades Nemzeti Park |
| Amerikai Egyesült Államok |                         |
| Veszélyeztetett világörökségi helyszínek listájára került: 1993-2007, 2010 - |                         |
| Természeti (VIII)(IX)(X) |                         |
| Védett terület: 567 017 ha, hivatkozás: 76 |                         |
| A Florida déli részén fekvő Everglades Nemzeti Park őrzi Észak-Amerika egyetlen szubtrópusi nemzeti parkját az Everglades édesvízi mocsarainak élővilágát. Az 1947. december 6-án alapított park területe 6105 km², s ezzel az Egyesült Államok második legnagyobb nemzeti parkja, annak ellenére, hogy ez a terület az eredeti vizes élőhely területének csak 20%-a. A övezet nagy része üledékes mocsárvidék. Területén brakkvízes zónák, mangrove mocsarak, hatalmas kiterjedésű nádasok és fenyőligetek váltakoznak. Ezek az összetett természetes élőhelyek számos endemikus fajnak adnak otthont. A park területén több mint ezer növény és hétszáz állatfajt azonosítottak. Közéjük tartoznak a floridai párducok, delfinek, tengeri tehenek, teknősök, kígyók, aligátorok, krokodilok, pelikánok, kormoránok, 275 halfaj, 60 hüllőféle és rovarok. A park a kontinens mérsékelt és szubtrópusi övezetének választóvonalán helyezkedik el. A növényzet legfontosabb elemei a mangrovefák, a ciprusfélék, agávék, kaktuszok, fenyőfák és sásfélék. A közeli városok ivóvízigénye, valamint a mezőgazdasági és halászati területek folyamatos növekedése miatt a park 2010 óta a veszélyeztetett világörökségi helyszíneket tartalmazó listán van.. |                         |

| | Grand Canyon Nemzeti Park |
| Amerikai Egyesült Államok |                           |
| Természeti (VII)(VIII)(IX)(X) |                           |
| Védett terület: 493 270 ha, hivatkozás: 75 |                           |
| A Grand Canyon Nemzeti Parkot, az Egyesült Államok egyik legrégebbi nemzeti parkját kongresszusi törvényhatározattal hozták létre 1919-ben. Központi látványossága a Grand Canyon, melynek szurdokaiban folyik a Colorado. A park területe 4926 km², Coconino és Mohave megyékben fekszik és a 445,8 kilométer hosszú, másfél kilométer mély kanyon uralja. A kanyon legkeskenyebb része kétszáz méter, a legszélesebb harminc kilométer. A terület feltérképezésére csak a 19. század közepén került sor. A feltételezések szerint hatmillió év alatt alakulhatott ki, és az erózió napjainkban is folytatódik. Az oldalfalakon látható vízszintes kőzetrétegek közül a legrégebbieket kétmilliárd évesre becsülik. A park nagy magasságkülönbségei miatt a sivatagitól a hegyi körülményekig változatos élőhelyek jöttek létre. A kanyon öt különböző vegetációs területre oszlik, ahol a gyakran ötven fokot is elérő hőmérsékletben csak a legtűrőképesebb növények és állatok maradnak életben. A parkban 76 emlős-, 299 madárfaj, 41 hüllő és kétéltű, valamint 16 halfaj él. A régészeti feltárások során kiderült, hogy a helyszínen talált legkorábbi településnyomok megközelítőleg négyezer évesek. A parkban eddig több mint kétezer-hatszáz lelőhelyet azonosítottak, köztük cohonina és anasazi indiánok lakhelyeit. |                           |

| | Függetlenségi Csarnok |
| Amerikai Egyesült Államok |                       |
| Kulturális (VI) |                       |
| Védett terület: 2 ha, hivatkozás: 78 |                       |
| A philadelphiai Függetlenség Csarnoka tekinthető az Amerikai Egyesült Államok születési helyének. Ebben a Chestnut Street-en álló kétszintes épületben írták alá 1776. július 4-én a függetlenségi nyilatkozatot. 1781-ben itt ratifikálták a 13 államot egyesítő Konföderációs cikkelyeket és 1787-ben George Washington elnökletével ebben az épületben fogadták el az Alkotmányt. Az 1753-ban György-stílusban épült Pennsylvania State Home 1776 után lett a Függetlenség Csarnoka. A kétszintes épület egy templomtoronnyal ellátott egyszerű téglaszerkezet. A tornyot eredetileg egy csaknem egytonnás harang megtartására tervezték, de a harang többször megrepedt, ezért most a földön egy védett helyen áll. Ez a harang, a Liberty Bell, a „Szabadság harang” a függetlenségért folytatott harc egyik legnépszerűbb szimbóluma. A épületet többször átalakították, egyszer 1830-ban, majd 1950-ben, amikor visszanyerte 1776-os formáját. |                       |

| | Kluane Nemzeti Park / Wrangell-Saint Elias Nemzeti Park / Glacier Bay Nemzeti Park / Tatshenshini-Alsek Tartományi Park |
| Az Amerikai Egyesült Államok és Kanada közös világörökségi helyszíne | |
| Természeti (VII)(VIII)(IX)(X) | |
| Védett terület: 9 839 121 ha, hivatkozás: 72 | |
| Ez a világörökségi helyszín volt az első olyan a listán, amelynek területén több ország osztozott. A védett terület több parkból a Klnane (Yukon Territory), a Tatshenshini- Alsek (British Columbia) Wrangell-St. Elias (Alaszka) és a Galcier Bay (Alaszka) parkokból jött létre. Az Alaszka és Kanada határának két oldalán fekvő nemzeti parkok a gleccserek és magashegységek egyedülálló egységét foglalják magukban. Ezeken a területeken él a legtöbb grizzly, karibu és Dall-birka A nemzeti parkban található a százharminc kilométer hosszú Bagley jégmező, Észak-Amerika legnagyobb hegylábgleccsere, valamint vízesések, folyók, nagy kiterjedésű tundrák és erdőségek. A hideg időjárás ellenére növényzete változatos, főleg nyírfákból, bogyós bokrokból, lombhullató és örökzöld fafajtákból, hegyi rétekre jellemző fűfélékből, zuzmókból és bokrokból áll. A park a tengerszint feletti magasságtól függően három fő ökológiai területre oszlik, ezek a tengerparti terület, az északi tűlevelűek által ural terület, valamint a hegyi tundra. A folyókban és a tavakban számos édesvízi halfaj él, köztük az alaszkai csendes-óceáni lazac mind az öt fajtája. | |

| | Bojana-templom |
| Bulgária |                |
| Kulturális (II)(III) |                |
| Védett terület: 0,68 ha, puffer zóna: 13,55 ha, hivatkozás: 42 |                |
| A Szófia külvárosában található Bojana-templom ismeretlen festőtől származó falképei a bulgáriai középkori vallásos festészet csúcspontjának tekinthetők. Az épületegyüttes három részből áll, a keleti templom a 10. századra datálható, a mellette álló kétszintes épületet a 13. század közepén emelték, a harmadik templomot pedig a 19. században építették. A középső templom mindkét szintjét Jézus és szentek életét bemutató freskókkal díszítették. Ezek a falfestmények korai példái annak az ikonfestő stílusnak, amely jelentős hatással volt a tarnovói művészeti irányzatra. A festmények jó megfigyelőképességről tanúskodnak, alkotójuk sikeresen ötvözte a nyugati és a latin művészet elemeit az ortodox egyházi tradíciókkal. A Bojana-templom a középkori kelet-európai művészet azon épületegyüttesei közé tartozik, amelyek a Latin Császárság (1204-1261) idejéből érintetlen állapotban maradtak meg. A freskók állagmegóvásának érdekében átfogó restaurálási munkákat végeztek, amelyeket 2002-ben fejeztek be. |                |

| | A madarai lovas |
| Bulgária |                 |
| Kulturális (I)(III) |                 |
| Védett terület: 1,2 ha, puffer zóna: 501,7 ha, hivatkozás: 43 |                 |
| Az Európában a maga nemében egyedülálló közel három méter magas lovas figurát egy majdnem száz méter magas szinte teljesen függőleges sziklafalra faragták a 8. század elején, és a Bizánci Birodalom által elismert három évtizeddel korábban alapított bolgár államot jelképezi. A dombormű készítésekor alkotója a figurákat először előrajzolta, aztán a környező falrészt lefaragta, végül a lovast és a mellékalakokat vörösre festette. A relief egy lándzsát tartó lovast ábrázol, aki legyőzi a ló patái alatt fekvő oroszlánt. A ló mögött egy kutya halad. A 9. század előtt, a pogány lakosság számára Madara volt az ország legjelentősebb szent helye. A domborművet hosszú ideig trák eredetűnek gondolták, a jelenleg rendelkezésre álló adatok alapján azonban valószínűsíthető, hogy Tervel kánt ábrázolja, aki megvédte az országot a bizánci törekvésekkel szemben. A madarai lovas Bulgária egyik jelentős történelmi emléke, egy bizonyos történeti és kulturális átalakulás szimbóluma. A faragvány másolatát a szófiai Nemzeti Régészeti Múzeumban állították ki. |                 |

| | Ivanovói sziklatemplomok |
| Bulgária |                          |
| Kulturális (II)(III) |                          |
| Védett terület: 171,9 ha, hivatkozás: 45 |                          |
| A könnyen megmunkálható mészkősziklába vájt templomokból, kápolnákból és kolostorokból álló épületegyüttes Ivanovo falu közelében a Ruszenszki Lom folyó völgyében található. Az első üregeket a 11. században alakították ki, majd az évszázadok során ezeket megnagyobbították, átjárókkal kötötték össze és teraszokat kapcsoltak hozzá. Az így kialakult kolostorrendszer a 14. század végén hanyatlásnak indult, és elnéptelenedett. Ennek az volt az oka, hogy a terület az Oszmán Birodalom fennhatósága alá került. A mészkő ellenállt az időjárásnak, így a cellák és templomok labirintusa, valamint az egyikükben található freskók jó állapotban maradtak fenn. Az itt látható legkorábbi bizánci stílusú festmények a 12-13. században készültek. A legszebb falfestmények a Szent Istenanya-templomban, az épületegyüttes központi részében találhatók. Ezek a képek a 14. századból valók, és a tarnovói festőiskola művészileg jelentős alkotásai. A festmények Krisztus és Keresztelő Szent János életéből mutatnak be jeleneteket. A képeket az UNESCO támogatásával restaurálták, a munkával 2002-ben készültek el. |                          |

| | Kazanlaki trák sírkamra |
| Bulgária |                         |
| Kulturális (I)(III)(IV) |                         |
| Védett terület: ha, puffer zóna: ha, hivatkozás: 44 |                         |
| Az i. e. 4. századból származó trák síremléket bunkert ásó katonák fedezték fel 1944-ben. A sírbolt egy több mint ötszáz sírból álló temetőben fekszik a Balkán-hegység és Szredna Gora hegyei között fekvő Rózsák völgyében. A falfestményekkel díszített sírkamra a trák művészet egyik jelentős alkotása, a festmények kompozíciója és az épület szerkezete gondosan összehangolt művészi munka eredménye. A sírkamrát már az ókorban kirabolták, ennek ellenére viszonylag sértetlenül maradt fenn. A falfestmények különleges jelentőségét az adja, hogy a görög befolyás alatt álló helyi művészet egyetlen épen maradt emléke, amelyet eredeti állapotában tártak fel. A sírkamra III. Szenthész trák király fővárosának, Szenthopolisznak a közelében fekszik, és az i. e. 5. és i. e. 3. században virágzó helyi kultúráról tanúskodik. A kisméretű építményt egy előcsarnokon és egy csatajeleneteket ábrázoló festményekkel díszített átjárón keresztül lehet megközelíteni. A harang alakú kupolával fedett sírkamra magassága 3 méter, falait festményekkel borították. A képeken a síremlékbe temetett uralkodópárt egy halotti toron ábrázolják, szolgákkal és temetkezési tárgyakkal körülvéve. A többi festmény kocsihajtók versenyét, valamint kantáron vezetett lovakat jelenít meg. Az eredeti sírkamrába csak kutatók léphetnek be, a látogatók számára másolatot készítettek róla. |                         |

| | Théba és a Halottak városa |
| Egyiptom |                            |
| Kulturális (I)(III)(VI) |                            |
| Védett terület: 7 390,1 ha, puffer zóna: 443,5 ha, hivatkozás: 87 |                            |
| A helyszín a Nílus keleti partján álló Luxor és Karnak templomegyütteseiből, valamint a nyugati parton elterülő nekropoliszokból és halotti templomokból áll. Thébában a legkorábbi templomokat, palotákat és lakónegyedeket az i. e. 3. évezred végén kezdték el építeni, majd a település a Közép- és Újbirodalom idején több mint ezer évig Egyiptom fővárosa, királyi temetkezőhelye és Ámon-Ré, az egyiptomi birodalom főistenének kultuszhelye volt. A Montu, Ámon és Mut hármas istenségnek szentelt karnaki templom Egyiptom legnagyobb és legfontosabb temploma volt. Oszlopcsarnokában tizenhat sorban összesen 134 oszlopot állítottak fel, amelyeket hieroglifák és csatajelenetek díszítenek. Az épületegyüttest hosszú, szphinxekkel szegélyezett út kötötte össze a III. Amenhotep és II. Ramszesz idejében épült kisebb luxori templommal. A Nílus nyugati oldalán elterülő Holtak városa másfél évezreden keresztül fejlődött. A területen számos halotti templomot emeltek elkülönítve a tényleges síroktól, hogy ezzel is megelőzzék azok kifosztását. A tényleges sírokat sziklában vájták így alakultak ki a sírkörzetek (Királyok Völgye, Királynék Völgye, Deir el-Medine, al-Asarif, al-Khokha), ahol a fáraók, feleségeik, tisztségviselőik és papjaik nyugszanak. |                            |

| | Az iszlám Kairó |
| Egyiptom |                 |
| Kulturális (I)(V)(VI) |                 |
| Védett terület: 523,6 ha, hivatkozás: 89 |                 |
| Kairót al-Qáhira („Győzedelmes”) néven 969-ben alapították fátimida hódítók és megtették új kalifátusuk székhelyének. A későbbi metropolisz több kisebb, fokozatosan összekapcsolódó városból jött létre. Falakkal körbevett történelmi negyedében több mint hatszáz nyilvántartott műemlék található. Az évszázadok során a területet egymást követő dinasztiák uralkodói irányították, köztük Szaladin szultán a 12. század végén, valamint a maleluk szultánok 1250 és 1517 között. A város a 16. századtól a 19. századig az Oszmán Birodalom része volt. A fátimida korszak legszebb műemlékei az El-Azhar negyedben találhatók, köztük három városkapu, a városfal négyzet alaprajzú tornyai és öt mecset. Az El-Aznar mecset, Egyiptom harmadik legrégebbi mecsete 970 és 972 között épült. Az épületegyüttes egy részében 989-től az iszlám szunnita irányzatának jogi és arab nyelvű egyeteme működik, igazgatója napjainkban is az ország legmagasabb rangú vallási tekintélye. A városkép meghatározó eleme a Citadella, építése 1176-ban kezdődött Szaladin szultán utasítására. Az erődítmény nagy részét 1825-ben egy lőporrobbanás elpusztította, majd 1830-tól itt épült fel a Mohamed Ali-, más néven Alabástrom-mecset. |                 |

| | Memphisz, és a holtak városa - piramisok Gízától Dahsúrig |
| Egyiptom |                                                           |
| Kulturális (I)(III)(VI) |                                                           |
| Védett terület: 16 358,5 ha, hivatkozás: 86 |                                                           |
| Memphisz az Óbirodalom idején főváros és királyi székhely volt. Építésére a feltételezések szerint Ménész fáraó, az egyesített Egyiptom első uralkodója adott parancsot i. e. 3100 körül. A város legfontosabb épülete Ptah isten temploma volt. A településből csak elszórt romok maradtak meg, ezen kívül II. Ramszesz az i. e. 13. században készült kolosszális márványszobra, valamint megközelítőleg ötven tonnás áldozati asztalok, amelyeken az Ápisz bikákat balzsamozták. Memphisz nekropolisza a közeli Szakkara volt, az ország legnagyobb temetkezési helye. Itt áll a legrégebbi megmaradt kőépítmény, Dzsószer fáraó lépcsős piramisa. A temető nagyjából hét kilométer hosszan terül el, és eddig húsz uralkodó sírját azonosították benne az ókori Egyiptom gyakorlatilag minden időszakából. Ettől délre található Dahsúr, ahol a IV. dinasztia megalapítója, Sznofru fáraó parancsára emelték a Tört piramist majd később a Vörös piramist. A területen még három másik piramis is található a XII. dinasztia korából. Abu-Szírben az ásatások során négy piramist és egy sírt azonosítottak az V. dinasztia idejéből. A leghíresebb piramismező Gízában található, kilenc piramissal, templomokkal és főhivatalnokok sírjaival. A leghíresebb műemlék Hufu fáraó nyughelye a Nagy piramis, a valaha épített legnagyobb piramis. Mellette áll két utódjának Hafrénak és Menkaurénak piramisa, valamint az egyetlen mészkőtömbből kifaragott Szfinx. |                                                           |

| | Núbiai műemlékek, Abu Szimbel és a philaei Ízisz-szentély |
| Egyiptom |                                                           |
| Kulturális (I)(III)(VI) |                                                           |
| Védett terület: 374,5 ha, hivatkozás: 88 |                                                           |
| Az Asszuán és a szudáni határ között fekvő terület régészetileg rendkívül fontos. Az itt található legjelentősebb épületek a II. Ramszesz parancsára emelt két sziklatemplom Abu Szimbelben, valamint a Philae szigetén álló Ízisz-szentély. Az asszuáni gát építésekor ezek a templomok örökre víz alá kerültek volna, ezért 1960 és 1964 között az UNESCO segítségével az épületeket lemérték, darabokra vágták és eredeti helyük felett hatvanöt méterrel újra felépítették. Az Abu Szimbelnél álló templomokat Egyiptom a déli szomszédja feletti hatalma jelképeként építették. Az Ámon-Ré, Ré-Harahti, Ptah isteneknek, valamint II. Ramszesz fáraónak szentelt Nagy templom bejáratát négy, húsz méter magas ülő szobor szegélyezi. A hatvanhárom méter hosszú belső csarnokot a fáraó szobrai díszítik. A Kis templomot Hathor istennőnek, és a fáraó fő feleségének, Nefertani királyné emlékének szentelték. Az Izisz-templomot a Ptolemaiosz-korban építették, jelenleg a Nílus egyik kis szigetén, Agilkián található. Abu Szimbel és Philae mellett a területen láthatók Amada Derr, Ouadi Es Sebonah, Dakka, Maharralah, Talmisz, Beit el Ouali valamint Kartassi templomai is. |                                                           |

| | Abu Mena korai keresztény műemlékei |
| Egyiptom |                                     |
| Veszélyeztetett világörökségi helyszínek listájára került: 2001 |                                     |
| Kulturális (IV) |                                     |
| Védett terület:182,7 ha, hivatkozás: 90 |                                     |
| Abu Mena egy fontos korai keresztény zarándokhely volt, ahova számos országból érkeztek hívők Alexandriai Szent Menész sírjához. A hely a keleti és nyugati vallások hatásainak különleges keveredéséről tanúskodik. Szent Menész egy egyiptomi származású légiós volt, aki 296-ban Kis-Ázsiában szenvedett vértanúhalált. A település temploma, keresztelőkápolnája és bazilikái kopt stílusban épültek a szent sírjának közelében. Jellemző rájuk a háromhajós alaprajz, a vályogtéglából épült vastag falak, a rendkívül magas középhajók, a boltíves mennyezet és a háromkaréjos apszis. Az egyre nagyobb számban érkező zarándokok részére építették az 5. században az úgynevezett „Termál bazilikát”, ahol a környező meleg vizes források vizét tárolták. A vértanú sírja melletti forrásnak csodatévő hatást tulajdonítottak. Abu Mena a 12. században vesztette el jelentőségét, amikor a forrás kiszáradt és a zarándokhely feledésbe merült. Az ásatások során lakóházakat, temetőket, középületeket, utcákat, kolostorokat és műhelyeket is feltártak. |                                     |

| | Fasil Ghebbi |
| Etiópia |              |
| Kulturális (II)(III) |              |
| Hivatkozás: 19 |              |
| Fasil Ghebba erődített városa a modern etióp civilizáció egyik jelentős emléke. 2300 méter tengerszint feletti magasságban terül el a Simien-hegység lábánál. A 16. és a 17. században ez az erődítmény volt Fasilides király és utódainak székhelye. A 19. század végén az angol-egyiptomi uralom ellen szervezett Makdi-felkelés során súlyos károkat szenvedett. A település központi részét egy kilencszáz méter hosszú fallal vették körül, ezen belül számos középületet, magánrezidenciát, templomot és kolostort építettek. A templomok a jezsuita hittérítők tevékenységére emlékeztetnek. Az épületeken a hindu és arab jellegzetességeket később barokk elemekkel ötvözték, amelyeket a jezsuiták hoztak magukkal. A palotakörzet fő részei közé tartozik Fasilides király várkastélya, unokája, Nagy Iyasu palotája, Johannes császár könyvtára, Mentewab császárnő kastélya, valamint a „Császárnő fiának palotája”. A városfalon kívül egy fürdőt építettek, ami egy kétszintes pártázatos épület, téglalap alakú medencével. |              |

| | Białowieża-erdő |
| Fehéroroszország és Lengyelország közös világörökségi helyszíne |                 |
| Természeti (IX)(X) |                 |
| Védett terület: 141 885 ha, hivatkozás: 33 |                 |
| A Lengyelország és Fehéroroszország határán fekvő ártéri őserdő i. e. 8000 körül alakulhatott ki és ez az Európát egykor borító őserdők egyetlen fennmaradt példája. A területre szélsőséges hőmérsékleti viszonyok jellemzőek, ezért élővilága meglepően változatos. Az erdő legnagyobb része örökzöldekből áll, itt élnek Európa legmagasabb fái, 55 méteres lucfenyők és 40 méteres kőrisek. Lengyelország legrégebbi nemzeti parkja megközelítőleg az erdő egytizedét foglalja magába. A védett területen medvék, jávorszarvasok, hiúzok, farkasok mellett a kihalástól megmentett, 1952-től visszatelepített európai bölények is élnek. A park több mint kétszáz madárfajnak biztosít élőhelyet, köztük megtalálható a fehérfarkú sas, a fehér gólya, a vándorsólyom és a fülesbagoly is. Az állatokon kívül több mint kilencszáz edényes növényfajt azonosítottak, köztük 26 fa és 138 cserjefélét, amelyeknek csaknem kétharmada őshonos a területen. |                 |

| | A chartres-i katedrális |
| Franciaország |                         |
| Kulturális (I)(II)(IV) |                         |
| Védett terület: 1,06 ha, puffer zóna: 62,41 ha, hivatkozás: 81 |                         |
| Az 1145-től épített, majd egy 1194-es tűzvész után huszonhat év alatt helyreállított katedrális a franciaországi gótikus építészet egyik legszebb alkotása. A kereszthajóval és öthajós kórussal ellátott háromhajós alaprajzú épület modellként szolgált a reimsi és az amiens-i székesegyházak számára. Építése során számos újítást alkalmaztak, többek között támpillérek tették lehetővé, hogy a hosszú falszakaszokon nagyméretű ablakokat alakítsanak ki. A kapuk szobordíszei kiemelkedő művészi színvonalat képviselnek, különösen a Királyi Kaput tartották sokáig modellértékűnek. A katedrális majdnem teljes egészében megőrizte eredeti festett ablakait. A 146 ablakon összesen 1359 jelenet vagy emberalak látható. Az alsó 55 ablak figurái történeteket mesélnek el, a 91 felső ablakot távolabbi megtekintésre tervezett, nagyméretű figurák díszítik. A katedrális Franciaország határain túl is hatott a gótikus művészet fejlődésére, alaptervét Kölnben, Londonban és Leónban is felhasználták. |                         |

| | Vézère-völgyi festett barlangok |
| Franciaország |                                 |
| Kulturális (I)(III) |                                 |
| Hivatkozás: 85 |                                 |
| A nagy területen, a völgy megközelítően 40 kilométeres szakaszán elhelyezkedő világörökségi helyszínhez 25 őskori festménnyel díszített barlang és 147, a pattintott kőkorszakból (paleolitikum) származó lelőhely tartozik. A legjelentősebb lelőhelyek Le Moustier, La Madeleine, Lascaux, és Crô Magnon egymáshoz közel, a Vézère-folyó partján emelkedő egyik dombon helyezkednek el. A lelőhelyeket a 19. és a 20. század folyamán fedezték fel, a leghíresebb helyszínt, a Lascaux-i barlangot 1940-ben találták meg. A Crô Magnonnál feltárt öt késő őskőkorból származó csontváz alapján nevezték el a Homo sapiens egyik típusát crô-magnoni embernek. A lelőhelyek túlnyomó többsége etnológiai és antropológiai szempontból jelentős, de a barlangrajzok magas művészi színvonala komoly esztétikai élményt is nyújt. A Lascaux-i barlangban látható, realizmusra törekedő, élénk színekkel ábrázolt vadászjelenetek tizenötezer évvel ezelőtt készülhettek. A barlang állagmegóvási okokból nem látogatható, de tőle kétszáz méterre felépítették egy részének másolatát, ahol két termet, a Nagy Termet és a Festett Csarnokot reprodukálták. |                                 |

| | Mont-Saint-Michel |
| Franciaország |                   |
| Kulturális (I)(III)(VI) |                   |
| Védett terület: 6 560 ha, puffer zóna: 191 858 ha, hivatkozás: 80 |                   |
| A normandiai partoktól egy kilométerre, a La Manche-csatorna egyik szigetén álló, gótikus stílusban épült bencés apátság a középkori kereszténység egyik legfontosabb helyszíne. A 11. és a 16. század között épült apátság a Normandia és Bretagne között fekvő, erőteljes árapály tevékenységnek kitett homokpadon, egy sziklaszirten állva alkalmazkodik a környezetéhez. Az alapjánál kilencszáz méter széles szirten hamarosan egy település is létesült a templom köré. Jelenleg látható épületeinek egy része a 14. századból származik. A világörökségi helyszínhez tartozik a környező öböl is, amelyek megpróbálnak megvédeni az eliszaposodástól. A sziklán korábban pogány, majd kora keresztény szertartásokat végeztek, majd a 8. században kezdődött az építkezés, ami akkor még csak egy kisebb imacsarnokot jelentett. Ebből az oratóriumból fejlődött ki az évszázadok során a jelenleg is látható épületegyüttes. Főbb elemei maga a templom, a kolostorépület, a lovagok szállása, az előkelőék szállása, a refektórium, és az egyik oldalán a tenger felé nyitott kerengő. Az épületegyüttes máig fennmaradt legrégebbi része a Notre-Dame-sous-terre-templom, aminek építése 10. századra datálható. |                   |

| | Versailles-i kastély |
| Franciaország |                      |
| Kulturális (I)(II)(VI) |                      |
| Védett terület: 1 070 ha, puffer zóna: 9 467 ha, hivatkozás: 83 |                      |
| A Versailles-i kastély a világ egyik legnagyobb királyi palotája volt és az eszményi uralkodói rezidencia mintaképét testesítette meg. XIV. Lajos 1661-től kezdte átalakíttatni apja egykori vadászkastélyát palotává, majd később egy évszázadon keresztül Versailles volt a francia politikai élet központja. Az épületegyüttes magából a palotából, a hozzá tartozó parkból és a Trianon-kastélyokból áll és a legnagyobb francia építészet másfél évszázadig tartó munkájának eredménye. Az első építkezési szakaszt Louis de Vau irányította, az épület belső díszítéséért Charles Le Brun festő volt felelős. A második jelentős bővítésre 1678-tól került sor Hardouin Mansart felügyelete alatt, míg a kertet André le Nôtre tervezte. A palota fénykorában megközelítőleg ötezer ember lakott benne, köztük a francia nemesség egy része. A palota túlzó pompája egy egész kor ízlésvilágának volt a meghatározója. Legismertebb helyisége a Tükörgaléria, ahol I. Vilmos német császárt koronázták meg 1871-ben és 1919-ben aláírták a versailles-i békeszerződést. |                      |

| | Vézelay, Szent Magdolna apátsági templom |
| Franciaország |                                          |
| Kulturális (I)(VI) |                                          |
| Védett terület: 183 ha, puffer zóna: 18 373 ha, hivatkozás: 84 |                                          |
| Franciaország legnagyobb apátsági temploma a Mária Magdolnának szentelt román stílusban épült bazilika Vézelay óvárosa fölött egy dombtetőn áll. A 9. században egy ugyanezen a helyen álló korábbi templomban őrizték Mária Magdolna állítólagos ereklyéjét. A zarándokok folyamatosan növekvő száma miatt 1093-ban kezdték el építeni a ma is látható templomot. A keresztes háborúk idején Vézelay jelentős vallási központtá nőtte ki magát, népszerűségét fokozta, hogy a Santiago de Compostelába vezető zarándokutak egyike mellett áll. A templom egyik kiindulópontja volt a Szentföldre utazó kereszteseknek. Az épület egyes részei a román kori főhajónál lényegesen későbbiek. Művészileg legfontosabb díszítőeleme a főhajó és az előcsarnok között álló faragott bejárat, a román kori szobrászat egyik világhírű alkotása, míg a templom román kori boltozata a kor építészetének remeke. Az egyszerű belső tereket színes építőkövekkel díszítették. A templom körül fekvő Vézelay-domb a 12. században fontos keresztény központ volt, a köréje épült település lakosainak számát a kutatók 8-10 ezer főre becsülik. |                                          |

| | Erődítmények és kastélyok, Volta, Accra, középső és nyugati régiók |
| Ghána |                                                                    |
| Kulturális (VI) |                                                                    |
| Hivatkozás: 34 |                                                                    |
| A Ghána partjainál épült kereskedelmi állomások Keta és Begin között helyezkednek el. Az 500 kilométeres partszakasz mentén álló épületek a térség gyarmati múltjának tanúi. Az erődítmények, paloták és kereskedelmi központok 1482 és 1786 között épültek, a legkorábbi erődöt, a Sao Jorge da Minét a portugálok emelték, hogy segítségével távol tartsák európai vetélytársaikat. 1505-ben megindult az Amerika felé irányuló rabszolga-kereskedelem, így megjelentek a más országból származó kereskedők és kalandorok is. Később az építkezések menete felgyorsult, és a 16., valamint a 18. század között számos új erődöt és kereskedőházat emeltek. Jelentős központ volt Accra városa, amit a 16. század végén alapítottak. A partszakasz stratégiailag fontos helyen terül el, ezért több alkalommal került portugál, spanyol, dán, svéd, holland, német és brit fennhatóság alá. Befolyását egészen a rabszolga-kereskedelem 1807-es betiltásáig megőrizte. Az erődök közül legjobb állapotban az 1630 után csaknem kizárólag a rabszolgák fogva tartására szolgáló Sao Jorge és a Cape Coast Castle maradtak fenn. |                                                                    |

| | Antigua Guatemala |
| Guatemala |                   |
| Kulturális (II)(III)(IV) |                   |
| Hivatkozás: 65 |                   |
| Antiguát spanyol hódítók alapították újra 1543-ban a korábban földcsuszamlások miatt elpusztult települések helyett. A település eredeti neve Santiago de Guatemala volt. Az ezerötszáz méteres tengerszint feletti magasságban elterülő város a spanyol gyarmati építészet egyik legszebb példája. A sakktábla alaprajzú település a régió kulturális, gazdasági, vallási és oktatási központjaként működött, fénykorában hetvenezer lakosa lehetett. Építészetére a nagyszabású koloniális barokk stílus jellemző. Antigua két évszázadon keresztül virágzott majd 1773-ban földrengés pusztította el. Ekkor a főváros átköltözött a mai Guatemalaváros területére. Antigua volt a Guatemalai Királyság spanyol gyarmati kormányának a székhelye és itt alapították az első közép-amerikai egyetemet is 1675-ben. A jelenleg látható épületek a 17. és a 18. századból származnak, egy részük a földrengés következtében ma is romokban áll, köztük kolostorok, paloták és lakóházak. Az utcák egy részét helyreállították és újjáépítették a székesegyházat is. |                   |

| | Tikal Nemzeti Park |
| Guatemala |                    |
| Vegyes (I)(III)(IV)(IX)(X) |                    |
| Védett terület: 57 600 ha, hivatkozás: 64 |                    |
| A Guatemala északkeleti részén elterülő Tikal Nemzeti Parkban, a gazdag növény- és állatvilágnak otthont adó esőerdőben található a maja civilizáció egyik legfontosabb központja. Legkorábbi épületei az i. sz. 3. századra datálhatók. A város fénykorát a 6. századtól a 10. századig élte, ekkor lakosainak száma kilencvenezer körül lehetett. A romváros központjának tizenöt négyzetkilométeres területén eddig több mint háromezer épületmaradványt tártak fel, közöttük palotákat, egyszerű lakóházakat, vallási célú épületeket és hieroglifákkal díszített sírokat. A település kultikus központjában templomok és paloták emelkednek, a terekhez hosszú lépcsősorok vezetnek. A legfontosabb épületek közé tartozik öt lépcsős piramistemplom, amelyek közül az egyik hatvanöt méter magas, a legmagasabb fennmaradt maja építmény. Az ásatások során az épületek mellett számos használati és kultikus célra használt tárgyat, valamint sírmellékleteket találtak. Ezek, valamint az épületmaradványok segítségével sikerült rekonstruálni azt a folyamatot, amelynek során a település lakosai a vadászó-gyűjtögető életmódról a fejlett mezőgazdaságra tértek át és virágzó civilizációt hoztak létre. Tikalban a 9. század után már nem folytattak jelentős építészeti tevékenységet, később, a 10. század folyamán a település teljesen elnéptelenedett. |                    |

| | Dubrovnik óvárosa |
| Horvátország |                   |
| Kulturális (I)(III)(IV) |                   |
| Védett terület: 96,7 ha, puffer zóna: 1 188,6 ha, hivatkozás: 95 |                   |
| Dubrovnik, korábbi nevén Raguza a 13. század óta a Földközi-tenger térségének fontos hatalmi tényezője, a keleti medencével (Levante) folytatott kereskedelem egyik központja volt. Dubrovnik fontos kulturális központ is volt, a horvát nyelv itt fejlődött írott nyelvvé a 15. és a 17. század között. A települést a 7. században alapították és egészen Bizánc 1204-es kifosztásáig a Bizánci Birodalom fennhatósága alatt állt, majd Velencei uralom alá került. 1525-től szabad köztársaság volt egészen 1809-ig, amikor Napóleon elfoglalta Dalmáciát. Az 1990-es években a délszláv háború alatt súlyos károkat szenvedett, az átfogó helyreállítási munkákat az UNESCO segítségével végezték el. A várost a középkorban hat méter vastag és huszonöt méter magas falakkal vették körül. A monumentális kapukon belül található a 11. századi városháza, a 14. századi, de később barokk elemekkel díszített ferences kolostor a hozzá tartozó templommal, a domonkos-kolostor a katedrális, a vámház és Szent Balázs barokk stílusú temploma. A világörökséghez eredetileg csak a falakon belüli terület tartozott, ezt később kibővítették a 15. századi külvárosra is. |                   |

| | Split történelmi műemlékegyüttese Diocletianus palotájával |
| Horvátország |                                                            |
| Kulturális (II)(III)(IV) |                                                            |
| Védett terület: 20,8 ha, hivatkozás: 97 |                                                            |
| Split városa Diocletianus római császár i. sz. 293 és 305 között épített palotájáról ismert, ahova az uralkodó lemondása után visszavonult. Az épületegyüttes több mint három hektár területet foglal el, amelyet védőtornyokkal ellátott fal vesz körül. A korai középkorban a város lakói a palota falain belül építkeztek, majd a 13. és 14. században egy gazdasági fellendülés következtében a település a falakon kívül is terjeszkedni kezdett. A 17. század végén egy új védműrendszer alakítottak ki. A jelenleg látható városközpont az ókori palota maradványaiból, számos fontos középkori épületből, a székesegyházból, gótikus, reneszánsz és barokk épületekből áll. A palota legszebb része a nyitott oszlopcsarnok. A székesegyház eredetileg a császár nyolcszögletű mauzóleuma volt, tetejét egykor mozaikdíszítés borította. Figyelemre méltóak fából készült kapuoszlopai és a 13. századi szószék. A székesegyházzal szemben álló eredetileg Jupiternek szentelt templom jelenleg keresztelőkápolnaként funkcionál. A középkori épületek közül kiemelkedik a gótikus bejárattal rendelkező Agubio-palota, valamint a 15. századi Papalic-palota. A város legszebb barokk épülete a 17. századból származó Cindro-palota. |                                                            |

| | Plitvicei-tavak Nemzeti Park |
| Horvátország |                              |
| Természeti (VII)(VIII)(IX) |                              |
| Védett terület: 29 630,77 ha, hivatkozás: 98 |                              |
| Az 1949-ben alapított Plitvicei-tavak Nemzeti Park egy hét kilométer hosszan húzódó egymással lépcsős vízesésekkel és zuhatagokkal összekötött tórendszerből áll. A park jellegzetességeit a mészkőrétegek felett folyó vizek alakították mai formájukra. Az évezredek alatt felhalmozódó mésztufából természetes gátak és akadályok képződtek, és ezek a folyamatok ma is zajlanak. A tavak kékeszöld színe az algáknak és a moszatoknak köszönhető. A tavakon átfolyó mésztartalmú víz teraszokat hoz létre, ezek formája folyamatosan változik. A park barnamedvéknek, farkasoknak és számos ritka madárfajnak nyújt menedéket. A területen folytatott ásatások során kiderült, hogy i. e. 1000 körül a környék egy illír törzs otthona volt. A tavak megóvása érdekében a parkot 2000-ben kibővítették és a vízgyűjtő terület további részeit csatolták hozzá. |                              |

| | Perszepolisz |
| Irán |              |
| Kulturális (I)(III)(VI) |              |
| Védett terület: 12,5 ha, hivatkozás: 114 |              |
| Perszepolisz, az Akhaimenida Birodalom egykori fővárosa Irán délnyugati részén, Teherántól 650 kilométerre fekszik. Építése i. e. 520 körül kezdődött I. Dareiosz uralkodása alatt. Bár a királynak ekkor már két másik fővárosa is volt, Paszargadai és Szúza, az uralkodó az épületegyüttest nem csak kormánya székhelyéül, hanem reprezentációs célokra is használni kívánta. Az épületegyüttes egy hatalmas, 530 x 330 méteres, félig természetes eredetű, félig mesterséges teraszon épült, és paloták, kincstárak, kaputornyok, egy trónterem, és egy fogadócsarnok tartozott hozzá. Az uralkodó életében csak a palota, a kincstár a fogadócsarnok és az apadána készült el, a híres Százoszlopos Csarnokot csak unokája, Artaxerxész idejében fejezték be. A főbejáratot, amelyet I. Xerxész építtetett, „Népek Kapuja” néven ismerték. A teljes épületkomplexum felépítése csaknem hatvan évig tartott. Nagy Sándor csapatai i. e. 330-ban kirabolták és felgyújtották a palotát. Jelenleg az épületegyüttesből a várost uraló, a hegyeknek támaszkodó kőterasz látható, valamint romos épületelemek. Mostani állapota egy 1971-es újjáépítés eredménye. |              |

| | Csogá Zanbil |
| Irán |              |
| Kulturális (III)(IV) |              |
| Hivatkozás: 113 |              |
| Csogá Zanbil, az Elámi Birodalom szent városa a délnyugat-iráni Huzesztán tartományban fekszik. A települést az i. e. 13. században alapították, és ekkor itt volt Untas-Napirisa elámi király fővárosa. A város építését nem sokkal az uralkodó halála után befejezték, azonban utódai Szúzába tették át székhelyüket. A település ennek ellenére nem néptelenedett el, hanem körülbelül i. e. 640-ig királyi város maradt, amikor az asszírok elpusztították. Itt található Mezopotámia legnagyobb és legjobb állapotban megmaradt lépcsős temploma, az elámi építészet egyik legfontosabb emléke. Ez a templom, más néven zikkurat jelenlegi állapotában huszonöt méter, a két mára már hiányzó szinttel eredetileg hatvan méter magas lehetett. Szárított agyagtéglából építették, a felső szinteket a feltételezések szerint színes, mázas téglákkal díszítették. A zikkurátot három koncentrikus fal veszi körül, maga a város ezeken a falakon kívül helyezkedett el. Az épület mind a négy oldalánál egy boltíves kapuval induló lépcsőfeljáratot építettek, tetején emelték a legfontosabb elámi isteneknek szentelt templomot, ahova a szertartások idejére fel lehetett menni. Az építmény közvetlen környezetét is szent helynek tartották ahova számos kisebb jelentőségű templomot építettek. |              |

| | Nags-e Dzsahán tér |
| Irán |                    |
| Kulturális (I)(V)(VI) |                    |
| Hivatkozás: 115 |                    |
| A Meidan-e Imam, eredeti nevén Nags-e Dzsahán tér a Teherántól 350 kilométerre délre fekvő Iszfahán városában a 17. századi perzsa társadalmi és kulturális élet egyik kivételes remekműve. Az 512 x 164 méteres teret I. Abbász perzsa sah parancsára építették és hamarosan a szafavida uralom fővárosának központja lett. Ez a világ egyik legnagyobb tere, mind a négy oldalán egy-egy hatalmas épület emelkedik, amelyeket kétszintes árkádsorok kötnek össze. Eredeti neve Nags-e Dzsahán, „A világ képe” volt, később a Meidan-e Shah, „Sah térnek” nevezték, egészen az 1979-es forradalomig, amióta Meidan-e Imám „Imám térnek” ismerik. A déli oldalon áll a korábban Sah-mecsetnek nevezett Imám-mecset (1612-1630), keleten a Lotfolla Sah-mecset (1602-1618), nyugaton az Ali kapu-palota (1598), északon pedig a Kajszarijje oszlopcsarnok (1602-1619). Közülük építészetileg legfontosabb a négyejvános Imám-mecset. A tér lovaspóló mérkőzéseknek, csapattoborzásoknak és kivégzéseknek is helyet adott. Az árkádsorokat bazárként hasznosították. Az épületeket és az árkádokat festett kerámialapokkal borították. |                    |

| | Dinoszaurusz Tartományi Park |
| Kanada |                              |
| Természeti (VII)(VIII) |                              |
| Védett terület: 7 825 ha, hivatkozás: 71 |                              |
| A Kanada déli részén fekvő Dinoszaurusz Tartományi Parkban található a világ egyik eddig ismert legfontosabb dinoszauruszmaradvány lelőhelye. A kopár, erózió koptatta gyér növényzetű terület jelenleg Kanada legnagyobb összefüggő terméketlen vidéke. Az akkor mocsaras területen sokféle állat élt, és a feltételek adottak voltak ahhoz, hogy maradványaik kövületként fennmaradjanak. Később a szél és más időjárási jelenségek lekoptatták a felső kőzetrétegeket, így napvilágra került a krétakori agyagpala és homokkő, bennük a maradványokkal. A parkban harminckilenc új fajt fedeztek fel, 1979 és 1991 között összesen 23 347 fosszíliát gyűjtöttek össze, köztük háromszáz dinoszaurusz csontvázát. A számos kövület között teknősöket, halakat, emlősöket és kétéltűeket is azonosítottak. A legszebb darabokat a park múzeumában állították ki. Napjainkban az enyhe téli mikroklímának köszönhetően a parkban számos patás állat él. A sivatagos éghajlat ellenére a folyópartokra a sűrű növényzet jellemző, ami százhatvanöt madárfajnak biztosít élőhelyet, köztük kanadai ludak és esti fecskék számára is. |                              |

| | Virunga Nemzeti Park |
| Kongói Demokratikus Köztársaság |                      |
| Veszélyeztetett világörökségi helyszínek listájára került: 1994 |                      |
| Természeti (VII)(VIII)(X) |                      |
| Védett terület: 800 000 ha, hivatkozás: 63 |                      |
| A több bioföldrajzi terület határán fekvő Virunga Nemzeti Park 8000 négyzetkilométer kiterjedésű. Az ugandai és ruandai határ közelében létesített park Kongó északkeleti részén terül el és itt található az ország legcsapadékosabb és legszárazabb övezete is. Változatos domborzata sokszínű élettér, köztük mocsár, szavanna, hómező (a Ruwenzori-hegység magassága eléri az 5000 métert), láva borította síkság és vulkánok oldalát borító erdők kialakulását tette lehetővé. A parkot mintegy kétszáz emlősfaj népesíti be, köztük elefántok, vízilovak, párducok, okapik, antilopfajok, kafferbivalyok, varacskos disznó, csimpánzok és gorillák. A park ezen kívül a Szibériából és Európából érkező vándormadarak telelőhelye is. A védett terület leghíresebb lakója a kihalással fenyegetett hegyi gorilla, aminek itt található az egyik utolsó menedéke. A populációt 2011-ben hétszáz példányra becsülték, ennek fele élt a parkban. A területen hőforrások is működnek, a Virunga-hegység egyes tűzhányói még ma is aktívak. Az utolsó háborúig a folyókban élő vízilovak száma elérte a húszezret. A nemzeti park a Kongóban uralkodó polgárháborús állapotok miatt 1994-ben felkerült a veszélyeztetett világörökségeket tartalmazó listára. |                      |

| | Auschwitzi koncentrációs tábor |
| Lengyelország |                                |
| Kulturális (VI) |                                |
| Védett terület: 191,97 ha, hivatkozás: 31 |                                |
| Az 1940 és 1945 között működő auschwitz-birkenaui koncentrációs tábor a náci Németország által elkövetett bűnök egyik szimbóluma. A kutatások szerint a táborban megközelítően egymillió ember vesztette életét. A Vörös Hadsereg csapatai 1945. január 27-én foglalták el a tábort, ekkor 7650 túlélőt engedtek szabadon. A tábor területe három fő részből állt. A legrégebbi volt a főtábor, megközelítőleg 15-20 ezer fogollyal, legnagyobb része a birkenaui tábor 1944-ben 90 ezernél is több fogollyal, harmadik része pedig a Buna altábor, amelyhez további altáborokat rendeltek. A ma is látható épületek többsége a birkenaui területen áll. Itt ölték meg az áldozatok többségét és itt építették fel a tömeges „megsemmisítéshez” használt berendezéseket. 1945-ben a nácik lerombolták a krematóriumok és gázkamrák egy részét, valamint elkezdték a dokumentumok megsemmisítését is. A tábor területén 1947-ben hozták létre az Auschwitz-Birkenau Állami Múzeumot, amelynek fő részei a foglyok barakkjai, a szögesdrót kerítések, a falak, a vasúti peronok, a gázkamrák, a krematóriumok, az archívumok, valamint a fénykép és levélgyűjtemények. |                                |

| | Ohrid-régió |
| Albánia és Észak-Macedónia közös világörökségi helyszíne |             |
| Vegyes (I)(III)(IV)(VI) |             |
| Védett terület: 94 728,6 ha, puffer zóna: 15 944,4 ha, hivatkozás: 99 |             |
| Az Észak-Macedónia délnyugati részén fekvő Ohrid-régió és az azonos nevű város a 9. és 10. században az ortodox kereszténység, valamint az oktatás és a szláv kultúra egyik fontos központja volt. A környék már a neolitikum óta lakott volt, ebből a korból eddig több mint 250 régészeti lelőhelyet azonosítottak. A szép természeti környezetben fekvő várost az illírek alapították, majd római korszaka után a 4. században püspöki székhellyé vált. A 9. században számos kolostort alapítottak a környéken, majd a település 10. század végén egy ideig Sámuel bolgár cár birodalmának fővárosa volt. Ezután szerb fennhatóság alá került, 1394-ben pedig az Oszmán Birodalom részévé vált, egészen 1913-ig. Itt látható a legrégebbi ma is álló szláv kolostor, a Szent Pantaleimon, amely a 11. és a 14. század közötti időszakban festett ikongyűjteményéről is híres. A templomot 2002-ben restaurálták. A 11. században épült Szent Zsófia-templomot a 15. században mecsetté alakították át. Ekkor 11. és 14. századból származó freskóit lefestették, ezeket egy 1950-ben végzett restaurálás során tették újra láthatóvá. 2019-ben a helyszínt kiterjesztették, így most már magába foglalja a tó észak-nyugati, Albániához tartozó részét is, a Lin-félszigetet és azt a part melletti földsávot, ami a félszigetet összeköti az észak-macedóniai határral. A félszigeten egy 6. századi ókeresztény templom maradványai állnak, a vízben három helyen történelem előtti cölöpházak maradványait azonosították. |             |

| | Kotor |
| Montenegró |       |
| Kulturális (I)(II)(III)(IV) |       |
| Védett terület: 14 600 ha, puffer zóna: 36 491 ha, hivatkozás: 125 |       |
| Kotor városa a középkorban a kereskedelem, az ikonfestészet, az aranyművesség és a kőfaragás egyik fontos központja volt. A régió jelentős szerepet játszott a mediterrán kultúra elterjedésében a Balkánon. A nagyméretű természetes kikötővel rendelkező Kotort ókori görög telepesek alapították. Később a Római Birodalom fennhatósága alá került, majd a Bizánci Birodalom egyik autonóm településévé vált. A 13. és a 14. században fontos kikötőváros volt. Az évszázadok során számos birodalom harcolt a város feletti uralom megszerzéséért, a harcok mellett számos földrengés okozta kárt szenvedett el. Különösen nagy kárt okozott az 1667-es földrengés, az utolsó, 1997-es földmozgás után az egész várost kiürítették és intenzív, azóta teljesen befejezett helyreállítási munkába kezdtek. A települést öt kilométer hosszú pártázatos oromzatú fal veszi körül. Román stílusú katedrálisa a 12. században épült, majd az 1667-es földrengés után helyreállították. A 12. század végére datálható Szent Lukács-templom a középkori raškai szerb stílusú egyházi építészet egyik korai példája. A Szent János-erőd romjai a városközpont felett 250 méter magasságban helyezkednek el. |       |

| | Szágarmantha Nemzeti Park |
| Nepál |                           |
| Természeti (VII) |                           |
| Védett terület: 124 000 ha, hivatkozás: 120 |                           |
| A Himalájában fekvő Szágarmantha Nemzeti Parkot 1976-ban hozták létre, hogy megóvják a Mount Everest körüli területet a hegymászók okozta károktól. A hegyekből, gleccserekből és mély völgyekből álló terület magába foglalja a világ legmagasabb hegycsúcsát, valamint több hétezer méter feletti csúcsot is. A park hegyei geológiailag fiatalnak tekinthetők, akkor alakultak ki, amikor az indiai szubkontinens összeütközött az eurázsiai lemezzel. A földmozgások jelenleg is tartanak, ennek következtében a hegység évente három centiméterrel emelkedik. A legyező alakú nemzeti park az egyedülálló kultúrával rendelkező serpák otthona. Az itt élő mintegy 2500 serpa a tibeti buddhizmus nyingmapa szektájához tartozik. A területen számos kolostor áll, köztük a legfontosabb a Tengpocse-kolostor. A park több mint kétharmada ötezer méter fölötti kopár vidék, 28%-a legelő és alig 3%-a erdős terület. A természetrombolás miatt alacsony számban előforduló emlősök harminc fajhoz tartoznak, de megtalálható köztük olyan ritka fajok egyedei is, mint a hópárduc. |                           |

| | Katmandu-völgy |
| Nepál |                |
| Kulturális (III)(IV)(VI) |                |
| Védett terület: 167,37 ha, puffer zóna: 70,29 ha, hivatkozás: 121 |                |
| A Katmandu-völgy Nepál hegyvidékének legfontosabb térsége és a Himalája legfőbb kulturális központja. A völgyben hét műemlékkörzet különböztethető meg, ezek közül három palota Katmanduban, Pátanban és Bhaktapurba, két hindu szent hely Pashupatinahban és Csangunarajanban valamint Bodnáth és Szvajambhúnáth buddhista központjai. A legrégebbi buddhista épület az i. e. 4. századra datálható, az első fővárost i. sz. 723-ban alapították. A legrégebbi ma is látható világi épületek a 17. századból származnak. Pátan és Bhaktapur történelmileg önálló albirodalmak fővárosai voltak, napjainkra azonban Katmanduval együtt egyetlen nagyvárossá olvadtak össze. Katmanduban keverednek a hinduizmus, a buddhizmus és a tantrizmus hatásai. Legfontosabb műemlékei a 12. és a 18. század között épültek, közéjük tartozik a Taleju-templom, a Nasal Chowk koronázási udvar, a Nagy Harang, a Nagy Dob és a Jaganath-templom. A Siva istennek szentelt Pashapatinah-templom a hinduk egyik legfontosabb épülete és Nepál legszentebb helye. A kettős tetőszerkezetű Csangunarajan-templom a feltételezések szerint Visnu legősibb temploma a Kathmandu-völgyben. A völgyben ezen kívül számos apró templomot és szentélyt építettek, ez jelzi, hogy a vallás milyen fontos szerepet tölt be a nepáliak mindennapi életében. |                |

| | Urnesi dongatemplom |
| Norvégia |                     |
| Kulturális (I)(II)(III) |                     |
| Védett terület: 0,21 ha, hivatkozás: 58 |                     |
| Az urnesi dongatemplom, Norvégia igazolhatóan legrégebbi temploma a viking kor végére datálható. A Sognefjord északi partján egy völgyben álló, a kelta, viking és román kori művészet hagyományait egyesítő templomot a 12. és a 13. században építették. A dongatemplomok kizárólag fából épültek, vázukat hajóárbócra emlékeztető póznák alkotják, tetejüket fazsindelyekkel borították. Norvégia területén mintegy harminc dongatemplom található, ezek közül az urnesi az egyik legszebb. Az épület külső részét 11. századi faragott fonásminták díszítik, amelyek egy korábbi, ugyanezen a helyen álló templomból származnak. Tetőszerkezete meredek, gúlaszerű, bejáratánál előcsarnokkal (narthex) rendelkezik. Belső tere a többi dongatemploméhoz hasonlóan egyszerű, előképe a norvég királyok nagycsarnoka lehetett. A félkör alakú boltívek alakján és az oszlopfők faragott domborművein a román kori építészet és szobrászat stílusjegyei figyelhetők meg. Az épület faragott díszítései mitikus lényeket, sárkányokat, egymásba fonódó állatokat, kígyószerű formákat ábrázolnak. |                     |

| | Bryggen |
| Norvégia |         |
| Kulturális (III) |         |
| Védett terület: 1,19 ha, hivatkozás: 59 |         |
| Bryggen a norvégiai Bergen egykori kereskedőnegyede a város fontos szerepére emlékeztet, amelyet a 14. századtól a 16. század közepéig a Hanza-szövetségben töltött be. Jelentőségét a halkereskedelemnek és a tartósításhoz szükséges só kereskedelmének köszönhette és napjainkig Norvégia egyik legfontosabb kikötője. Bryggen gyakorlatilag a város régi rakpartja. Az évszázadok során számos tűzvész pusztított a területen, az utolsó 1955-ben. A világörökségi helyszínhez összesen 62 épület tartozik, ezek azonban nem a középkorból származnak, hanem az 1702-es tűzvész után épültek, felhasználva a hagyományos építési technikákat. A háromszintes fából készült épületek egy-egy udvart fognak körül, a tetőkön kívül a homlokzatokat és az oldalfalakat is zsindely borítja. Ez a település az egyetlen valamikori Hanza-város, amelynek eredeti szerkezete továbbra is része a városképnek, egyben az Észak-Európában fából épült települések egyik jelentős példája. |         |

| | Camonica-völgy |
| Olaszország |                |
| Kulturális (III)(VI) |                |
| Védett terület: 432,3 ha, puffer zóna: 1 018,23 ha, hivatkozás: 94 |                |
| Európa prehisztorikus sziklarajzainak legnagyobb lelőhelye Capo di Ponte közelében, a Brescia tartománybeli Camonica-völgyben (Val Camonica) található. A rajzok az őskori szokások képi ábrázolásának kiemelkedően jelentős példái, tanulmányozásuk fontos őstörténeti, szociológiai és néprajzi információkkal szolgál. A sziklákba több mint száznegyvenezer ábrát véstek körülbelül nyolcezer év alatt. Az ismeretlen művészek feltételezhetően a camuni alpesi néphez tartoztak. A rajzok témája változatos, vadászatot, állatokat, fegyverek, földművelő eszközöket stb. ábrázolnak és jellegük idővel változik. A paleolit kori legkorábbi ábrák i. e. 8000 körül készülhettek és vadászatot, valamint a civilizáció kezdeteit jelenítik meg. A neolitikum rajzain (i. e. 4000 – i. e. 3000) már megjelenik a vallásos jelleg is, az eneolit kor (i. e. 3000 – i. e. 2000) ábrázolásaira pedig már a mindennapi élet és a vadászat bemutatása jellemző. A legkésőbbi ábrákon (i. e. 1000 körül), amelyeknek alkotója egy más nép lehetett csatajelenetek, kunyhók, szekerek, fegyverek és az aratáshoz köthető motívumok láthatók. |                |

| | Stari Ras városa és a Sopocani kolostor |
| Szerbia |                                         |
| Kulturális (I)(III) |                                         |
| Védett terület: 198,72 ha, puffer zóna: 9 935,84 ha, hivatkozás: 96 |                                         |
| A helyszín egy középkori erődítményekből, templomokból és kolostorokból álló épületegyüttes az első szerb főváros Stari Ras külvárosában. A város jelentőségét stratégiailag fontos elhelyezkedésének köszönhette a Raska nevű királyság és a Bizánci Birodalom határán. A domb, amelyen a település fekszik már az i. e. 6. században lakott volt, és a feltárások során a római korból is azonosítottak épületmaradványokat. A legfontosabb épületek közé tartozik a 10. században emelt Szent Péter-templom, amelyet egy keresztény bazilika alapjaira építettek, és évszázadokon keresztül az ország vallási központjának tekintették. Az 1170-ben egy megerősített kolostor részeként épült Szent György-templomban láthatók Szerbia legrégebbi 12. vagy 13. századi bizánci freskói. A Sopocani-kolostor kupolás templomát 1260-ban kezdték építeni I. István Uroš szerb király király parancsára, aki az épületet családi sírboltnak szánta. A templomot 1263 és 1286 között freskókkal díszítették, melyek közül a legszebb Mária halálát ábrázolja. Ez a freskóciklus a legjelentősebb ami Szerbia területén a középkorból fennmaradt. |                                         |

| | Damaszkusz ősi városa |
| Szíria |                       |
| A veszélyeztetett világörökségi helyszínek listájára került: 2013 |                       |
| Kulturális (I)(II)(III)(IV)(VI) |                       |
| Védett terület: 86,12 ha, puffer zóna: 42,6 ha, hivatkozás: 20 |                       |
| Az i. e. 3. évezredben alapított Damaszkusz egyike a világ legrégebbi folyamatosan lakott városainak. A település az Egyiptomot Mezopotámiával összekötő kereskedelmi útvonal mentén fekszik. Az i. e. 14. században hol Egyiptom, hol Mitanni felügyelete alatt állt, végül a hettita befolyás alá került. Asszíria déli és nyugati terjeszkedésének idején a dél-szíriai régió egyik legerősebb asszír-ellenes központja volt, de végül mégis asszír fennhatóság alá került. I. e. 38-ban a Római Birodalomhoz csatolták. 636-ban az Omajjád kalifátus fővárosaként az arab világ része lett. A középkorban elsősorban kardokra és csipkékre szakosodott, virágzó kézműipar központja volt. A városban a történelem különböző időszakaiból 125 emlékmű maradt fenn, ezek közül a leghíresebb az egykori asszír szentély, majd a későbbi Szent János-bazilika helyére épült Omajjád-mecset és a Szent Pál életútjához köthető templomok és egyéb helyszínek. |                       |

| | Ngorongoro Természetvédelmi Terület |
| Tanzánia |                                     |
| Vegyes (IV)(VII)(VIII)(IX)(X) |                                     |
| Védett terület: 809 440 ha, hivatkozás: 39 |                                     |
| A természetvédelmi terület Tanzánia északi részén a Ngorongoro kráterben fekszik, ami a Föld egyik legnagyobb épen maradt kalderája. A védett terület 8000 négyzetkilométeren terül el, és vadállatok ezreinek, köztük gazelláknak, antilopoknak, zebráknak, elefántoknak, vízilovaknak, orrszarvúaknak, hiénáknak, oroszlánoknak és leopárdoknak ad otthont. Ezeknek a nagy testű állatoknak az összlétszámát huszonötezer egyedre becsülik. A terület magába foglalja az Empakaai-krátert, valamint a mai is aktív Oldongo Lengai-vulkánt. Az itt talált rendkívüli jelentőségű paleontológiai leletek miatt 2010-ben a helyszín a természeti mellett a kulturális világörökségi listára is felkerült. Az ásatások során az emberelődök 3,6 millió évvel ezelőttig visszanyúló jelenlétét fedezték fel. Vulkáni hamuban fosszilizálódott lábnyomaikat 1978-ban találták meg. A közeli Olduvai-hasadékban találták meg egy későbbi emberelőd, a Homo habilis első ismert maradványait. Az ősrégészeti lelőhelyen ezen kívül a Paranthropus boisei, a Homo erectus maradványai, valamint kőszerszámok kerültek elő. |                                     |

| | Tunisz medinája |
| Tunézia |                 |
| Kulturális (II)(III)(V) |                 |
| Védett terület: 296,41 ha, puffer zóna: 190,2 ha, hivatkozás: 36 |                 |
| A Földközi-tenger térségének egyik legrégebbi települése, a természetes kikötővel rendelkező Tunisz csak a 7. században indult gyors fejlődének, miután az arabok elfoglalták. A Hafszida dinasztia idején lakosainak száma elérte a százezer főt. A 16. században oszmán fennhatóság alá került, majd a 17. században nyolcvanezer spanyol mór választotta új lakhelyének. 1881-ben franciák kezére került. Óvárosa 2,7 négyzetkilométeren fekszik, és magába foglalja a város területén található hétszáz emlékmű többségét, palotákat, mecseteket, mauzóleumokat és szökőkutakat. A medina három részre oszlik, egy 8. századi központi városmagra, valamint két 13. századi kerületre. A legfontosabb épület a város fő mecsete, a Olajfa-mecset volt. A 8. században az aglabida dinasztia uralkodója építette, de leghíresebb részét, a minaretet csak a 19. században építették hozzá. Az épület imacsarnokában látható 184 oszlop ókori eredetű és Karthágóból származik. Figyelemre méltó még a Szidi Juszuf-mecset (17. század), a Báb el-Bhar Tengeri kapu, valamint a Husszeiniták 18. századi mauzóleuma. Tunisz medinája komoly hatást gyakorolt sz építészet, a szobrászat és a várostervezés fejlődésére. |                 |

| | Karthágó |
| Tunézia |          |
| Kulturális (II)(III)(VI) |          |
| Védett terület: 616 ha, hivatkozás: 37 |          |
| A Tuniszi-öböl egyik félszigetén elterülő Karthágót pun telepesek alapították az i. e. 8. században. A város lakosai kitűnő hajóépítők és tapasztalt tengerészek voltak, ez alapozta meg több évszázados kereskedelmi és tengeri dominanciájukat a Földközi-tenger térségében. A város két elsőrangú kikötője is komoly előnyt biztosított a helyieknek a rivális városállamokkal szemben. Az i. e. 6. századra meghódították a Földközi-tenger déli területeinek jelentős részét. A terjeszkedés konfliktusokhoz vezetett először Görögországgal, később a Római Birodalommal. A görögökkel való Szicíliáért folytatott versengés karthágói győzelemmel végződött, azonban a Róma ellen vívott pun háborúk (i. e. 264 – i. e. 146) végén vereséget szenvedtek, és a harmadik pun háborúban i. e. 146-ban a győztesek lerombolták a várost. Az i. sz. 1. században a rómaiak a romok fölé egy új város emeltek, Új Karthágó néven, és megtették Africa provincia fővárosává. Új Karthágó jelentős befolyást gyakorolt a szerkezeti építészet fejlődésére valamint kora várostervezésére. A település a Római Birodalom hanyatlásáig virágzott, majd fokozatosan elvesztette jelentőségét. 439-ben egy barbár megszállás során súlyos károkat szenvedett, 637-ben pedig arabok foglalták el és lerombolták. A ma látható épületmaradványokat a kikötő közelében és a tófetben (megszentelt körzet) tárták fel. A római korból származnak Antoninus Pius thermái, a pun nekropolisz fölé emelt, mozaikokkal díszített villák egy amfiteátrum, egy cirkusz és ciszternák. |          |

| | El-Dzsem |
| Tunézia |          |
| Kulturális (IV)(VI) |          |
| Védett terület: 1,37 ha, puffer zóna: 26,42 ha, hivatkozás: 38 |          |
| Észak-Afrika legnagyobb amfiteátrumának romjai a klasszikus időkben Thysdrusként ismert El Dzsem falu mellett találhatók. A települést i. e. 46-ban alapította Julius Caesar egy olivaolaj-termelő térség egyik kereskedelmi útvonala mellett. Miután a rómaiak elhagyták a térséget az amfiteátrumot erőddé alakították, majd az arabokkal folytatott harcok idején menedékhelyként funkcionált. Később kőfejtőnek használták és egy 17. századi robbanás következtében komoly károkat szenvedett, de jelenlegi állapota még így is megközelíti, vagy meg is haladja a római Colosseumét. Az i. sz. 3. század első felében, 230 körül épült ovális alakú amfiteátrum 148 x 122 méteres területet foglal el, eredeti magassága elérhette a negyven métert. Nagyméretű kőtömbökből építették és valószínűleg négy szintből állt. Befogadó képessége több mint harmincezer fő lehetett. A folyamatosan változó instabil politikai helyzet és a források szűkössége miatt az épület sosem készült el teljesen. Alatta két folyosó halad, ahol gladiátorok és vadállatokat tartottak fogva. |          |